# Mesoleptobasis incus
Mesoleptobasis incus là một loài chuồn chuồn kim trong họ Coenagrionidae.
Loài này được xếp vào nhóm Loài ít quan tâm trong sách Đỏ của IUCN năm 2007.
Mesoleptobasis incus được Sjöstedt miêu tả khoa học năm 1918.